# کثافت (فیلم)
کثافت (به انگلیسی: Filth) یک فیلم جنایی و کمدی سیاه محصول سال ۲۰۱۳ به نویسندگی و کارگردانی جان اس. برد است که بر اساس رمان «کثافت» اثر اروین ولش در سال ۱۹۹۸ ساخته شده‌است. این فیلم در ۲۷ سپتامبر ۲۰۱۳ در اسکاتلند، ۴ اکتبر ۲۰۱۳ در جاهای دیگر در بریتانیا و ایرلند و در ۳۰ مه ۲۰۱۴ در ایالات متحده منتشر شد. جیمز مک آووی، جیمی بل و جیم برودبنت بازیگران اصلی این فیلم هستند.

## داستان
بروس رابرتسون یک افسر پلیس در ادینبورو، اسکاتلند است که از رشوه‌گیری، توهین، تحقیر و سوءاستفاده از اطرافیانش ابایی ندارد...

## بازیگران
- جیمز مک آووی در نقش بروس رابرتسون
- جیمی بل در نقش ری لنوکس
- ادی مارسن در نقش کلیفورد بلیدز
- ایموجن پوتس در نقش آماندا دوراموند
- برایان مک‌کاردی در نقش داگی گیلمن
- ایمان الیوت در نقش پیتر انگلز
- گری لوئیس در نقش گاس باین
- شانا مک‌دونالد در نقش کارول رابرتسون
- جیم برودبنت در نقش دکتر رُسی

## تولید
رمان ولش در سال ۱۹۹۸ به چاپ رسید اما بعد از سال‌ها رد و بدل شدن و دست‌به‌دست شدن میان تهیه‌کنندگان مختلف در سال ۲۰۱۳ به فیلم تبدیل شد.

## بازخورد
فیلم در وبسایت راتن تومیتوز توانست ۶۳٪ آرا را با میانگین امتیاز ۶٫۲ از ۱۰ را از ۸۶ نقد کسب نماید و همچنین در وبسایت متاکریتیک فیلم امتیاز ۵۶ از ۱۰۰ را به دست آورد که به معنی متوسط بودن فیلم از دیدگاه این دو وبسایت است.